# Onthophagus jalamari
Onthophagus jalamari är en skalbaggsart som beskrevs av Matthews 1972. Onthophagus jalamari ingår i släktet Onthophagus och familjen bladhorningar. Inga underarter finns listade i Catalogue of Life.